# Derivada funcional
En el càlcul de variacions, camp de l'anàlisi matemàtica, la derivada funcional (o derivada variacional) relaciona un canvi en una funció (una funcional en aquest sentit és una funció que actua sobre les funcions) amb un canvi en una funció en de la qual depèn el funcional.
En el càlcul de variacions, els funcionals solen expressar-se en termes d'una integral de funcions, els seus arguments i les seves derivades. En un integrand L d'una funcional, si una funció f es varia afegint-hi una altra funció δf que sigui arbitràriament petita, i l'integrand resultant s'expandeix en potències de δf, el coeficient de δf en el primer ordre s'anomena funcional derivat.Per exemple, considereu el funcional{\displaystyle J[f]=\int _{a}^{b}L(\,x,f(x),f'{(x)}\,)\,dx\,,} on f ′(x) ≡ df/dx. Si f es varia afegint-li una funció δf, i l'integrand resultant L(x, f +δf, f ′+δf ′) s'amplia en potències de δf, aleshores el canvi en el valor de J al primer ordre en δf es pot expressar de la següent manera:   {\displaystyle {\begin{aligned}\delta J&=\int _{a}^{b}\left({\frac {\partial L}{\partial f}}\delta f(x)+{\frac {\partial L}{\partial f'}}{\frac {d}{dx}}\delta f(x)\right)\,dx\,\\[1ex]&=\int _{a}^{b}\left({\frac {\partial L}{\partial f}}-{\frac {d}{dx}}{\frac {\partial L}{\partial f'}}\right)\delta f(x)\,dx\,+\,{\frac {\partial L}{\partial f'}}(b)\delta f(b)\,-\,{\frac {\partial L}{\partial f'}}(a)\delta f(a)\end{aligned}}} on la variació de la derivada, δf ′ es va reescriure com a derivada de la variació (δf) ′, i es va utilitzar la integració per parts en aquestes derivades.

## Definició
En aquest apartat, es defineix el diferencial funcional (o variació o primera variació). Aleshores la derivada funcional es defineix en termes de la diferencial funcional.

### Diferencial funcional
Suposem {\displaystyle B} és un espai de Banach i {\displaystyle F} és un funcional definit en {\displaystyle B}. El diferencial de {\displaystyle F} en un punt {\displaystyle \rho \in B} és la funcional lineal {\displaystyle \delta F[\rho ,\cdot ]} activat {\displaystyle B} definit per la condició que, per a tots {\displaystyle \phi \in B}, {\displaystyle F[\rho +\phi ]-F[\rho ]=\delta F[\rho ;\phi ]+\varepsilon \left\|\phi \right\|} on {\displaystyle \varepsilon } és un nombre real que depèn de {\displaystyle \|\phi \|} de tal manera que {\displaystyle \varepsilon \to 0} com {\displaystyle \|\phi \|\to 0}. Això vol dir que {\displaystyle \delta F[\rho ,\cdot ]} és el derivat de Fréchet {\displaystyle F} a les {\displaystyle \rho }.
Tanmateix, aquesta noció de diferencial funcional és tan forta que potser no existeix,  i en aquests casos es prefereix una noció més feble, com la derivada de Gateaux. En molts casos pràctics, el diferencial funcional es defineix  com la derivada direccional {\displaystyle {\begin{aligned}\delta F[\rho ,\phi ]&=\lim _{\varepsilon \to 0}{\frac {F[\rho +\varepsilon \phi ]-F[\rho ]}{\varepsilon }}\\[1ex]&=\left[{\frac {d}{d\varepsilon }}F[\rho +\varepsilon \phi ]\right]_{\varepsilon =0}.\end{aligned}}} Tingueu en compte que aquesta noció de diferencial funcional fins i tot es pot definir sense una norma.

### Derivada funcional
En moltes aplicacions, el domini del funcional {\displaystyle F} és un espai de funcions diferenciables {\displaystyle \rho } definit en algun espai {\displaystyle \Omega } i {\displaystyle F} és de la forma {\displaystyle F[\rho ]=\int _{\Omega }L(x,\rho (x),D\rho (x))\,dx} per alguna funció {\displaystyle L(x,\rho (x),D\rho (x))} que pot dependre de {\displaystyle x}, el valor {\displaystyle \rho (x)} i la derivada {\displaystyle D\rho (x)}. Si aquest és el cas i, a més, {\displaystyle \delta F[\rho ,\phi ]} es pot escriure com la integral de {\displaystyle \phi } vegades una altra funció (indicada δF/δρ ) {\displaystyle \delta F[\rho ,\phi ]=\int _{\Omega }{\frac {\delta F}{\delta \rho }}(x)\ \phi (x)\ dx} aleshores aquesta funció δF/δρ s'anomena derivada funcional de F a ρ. Si {\displaystyle F} està restringit només a determinades funcions {\displaystyle \rho } (per exemple, si hi ha algunes condicions de límit imposades), aleshores {\displaystyle \phi } està restringit a funcions tals que {\displaystyle \rho +\varepsilon \phi } segueix complint aquestes condicions.
Heurísticament, {\displaystyle \phi } és el canvi en {\displaystyle \rho }, així que tenim "formalment". {\displaystyle \phi =\delta \rho }, i llavors això és similar en forma a la diferencial total d'una funció {\displaystyle F(\rho _{1},\rho _{2},\dots ,\rho _{n})}, {\displaystyle dF=\sum _{i=1}^{n}{\frac {\partial F}{\partial \rho _{i}}}\ d\rho _{i},} on {\displaystyle \rho _{1},\rho _{2},\dots ,\rho _{n}} són variables independents. Comparant les dues últimes equacions, la derivada funcional {\displaystyle \delta F/\delta \rho (x)} té un paper semblant al de la derivada parcial {\displaystyle \partial F/\partial \rho _{i}}, on la variable d'integració {\displaystyle x} és com una versió contínua de l'índex de suma {\displaystyle i}. Es pensa en δF/δρ com el gradient de F en el punt ρ, de manera que el valor δF/δρ(x) mesura quant canviarà la funcional F si es canvia la funció ρ en el punt x. D'aquí la fórmula {\displaystyle \int {\frac {\delta F}{\delta \rho }}(x)\phi (x)\;dx} es considera com la derivada direccional en el punt {\displaystyle \rho } en direcció a {\displaystyle \phi }. Això és anàleg al càlcul vectorial, on el producte intern d'un vector {\displaystyle v} amb el gradient dóna la derivada direccional en la direcció de {\displaystyle v}.

## Determinació de derivades funcionals
Una fórmula per determinar derivades funcionals per a una classe comuna de funcionals es pot escriure com la integral d'una funció i les seves derivades. Aquesta és una generalització de l'equació d'Euler-Lagrange: de fet, la derivada funcional es va introduir a la física dins de la derivació de l'equació de Lagrange del segon tipus a partir del principi de mínima acció en la mecànica lagrangiana (segle xviii). Els tres primers exemples següents estan extrets de la teoria funcional de la densitat (segle XX), el quart de la mecànica estadística (segle XIX).